# Gehandicaptensport Nederland
Gehandicaptensport Nederland (NebasNsg) is een Nederlandse vereniging voor het stimuleren van sportdeelname door mensen met een handicap. Gehandicaptensport Nederland is in 2001 ontstaan na de fusie van NEBAS en NSG.

## Doel
De Vereniging Gehandicaptensport Nederland bevordert sport en bewegen voor mensen met een handicap, maakt het samen met circa 300 lidorganisaties mogelijk dat gehandicapten kunnen sporten of bewegen, zowel therapeutisch, recreatief als in competitie- en wedstrijdverband.

## Sportaanbod
Gehandicaptensport Nederland organiseert wedstrijden voor acht sporten, te weten:
- Boccia
- Goalball
- Rolstoelrugby
- Blindenvoetbal
- Showdown
- Sledgehockey
- Bocce
- MATP

Net als een reguliere sportbond verzorgt de vereniging de uitzending van Nederlandse sporters naar Europese kampioenschappen (EK), wereldkampioenschappen (WK), en/of Paralympische Spelen. Dit doet de vereniging voor de volgende sporten: boccia, goalball, Rolstoelrugby, blindenvoetbal, showdown en sledgehockey.
Vele andere takken van sport die in het verleden de verantwoordelijkheid waren van de vereniging Gehandicaptensport Nederland zijn via het proces van organisatorische integratie, overgedragen aan de reguliere sportbonden.
Gehandicaptensport Nederland richt zich in toenemende mate op het ondersteunen van andere organisaties en overheden die zich met aangepaste sport bezighouden.